# رود زیز
رود زیز (به عربی: نهر زيز) رودی جاری در جنوب کشورهای مراکش و الجزایر است. سرچشمهٔ این رود، کوه‌های اطلس مرکزی در مراکش است و پس از آن، رود زیز با طی مسافتی ۲۸۲ کیلومتری وارد صحرای بزرگ آفریقا در الجزایر می‌شود. شهرهای الرشیدیه، ارفود و سجلماسه از جمله شهرهایی هستند که در امتداد این رودخانه قرار دارند. 
برای استفاده از آب رود زیز، نوعی قانون حق آب وجود دارد و دهکده‌های واقع بر کرانه‌های رودخانه و روستائیان، باید به‌طور منصفانه اقدام به استفاده و برداشت از آب زیز نمایند. همچنین آب رودخانه در مناطق مسطح‌تر به کانال‌هایی منتقل شده تا برای آبیاری نخلستان‌ها و مصارف داخلی مورد استفاده قرار گیرد.  سدی نیز به‌منظور تولید انرژی برقابی بر روی رود زیز در جنوب کوه اطلس بزرگ  ساخته شده‌است.